# Championnat du monde des rallyes 1997
Navigation
1996 1998

## Épreuves
|                 |                          |                     |                       |
| Noir = Asphalte | Marron = Terre / Gravier | Bleu = Neige/ glace | Rouge = Surface mixte |

## Calendrier / Résultats
Résultats détaillés sur : juwra.com : résultats détaillés 1997
| Manche | Dates         | Rallye                     | Vainqueur        | Voiture                  |
| ------ | ------------- | -------------------------- | ---------------- | ------------------------ |
| 01     | 19/01 - 22/01 | Rallye Monte-Carlo         | Piero Liatti     | Subaru Impreza WRC       |
| 02     | 07/02 - 10/02 | Rallye de Suède            | Kenneth Eriksson | Subaru Impreza WRC       |
| 03     | 01/03 - 03/03 | Rallye Safari              | Colin McRae      | Subaru Impreza WRC       |
| 04     | 23/03 - 26/03 | Rallye du Portugal         | Tommi Mäkinen    | Mitsubishi Lancer Evo IV |
| 05     | 14/04 - 16/04 | Rallye de Catalogne        | Tommi Mäkinen    | Mitsubishi Lancer Evo IV |
| 06     | 05/05 - 07/05 | Tour de Corse              | Colin McRae      | Subaru Impreza WRC       |
| 07     | 22/05 - 24/05 | Rallye d'Argentine         | Tommi Mäkinen    | Mitsubishi Lancer Evo IV |
| 08     | 08/06 - 10/06 | Rallye de l'Acropole       | Carlos Sainz     | Ford Escort WRC          |
| 09     | 02/08 - 05/08 | Rallye de Nouvelle-Zélande | Kenneth Eriksson | Subaru Impreza WRC       |
| 10     | 29/08 - 31/08 | Rallye de Finlande         | Tommi Mäkinen    | Mitsubishi Lancer Evo IV |
| 11     | 19/09 - 21/09 | Rallye d'Indonésie         | Carlos Sainz     | Ford Escort WRC          |
| 12     | 12/10 - 15/10 | Rallye de Sanremo          | Colin McRae      | Subaru Impreza WRC       |
| 13     | 30/10 - 02/11 | Rallye d'Australie         | Colin McRae      | Subaru Impreza WRC       |
| 14     | 23/11 - 25/11 | Rallye de Grande-Bretagne  | Colin McRae      | Subaru Impreza WRC       |

## Classements

### Système de points en vigueur
- le système de point devient identique à celui de la F1

| 10 pts | 6 pts | 4 pts | 3 pts | 2 pts | 1 pt |

| 10 pts | 6 pts | 4 pts | 3 pts | 2 pts | 1 pt |

### Classement constructeurs
| Classement constructeurs | Classement constructeurs | Classement constructeurs | Classement constructeurs | Classement constructeurs | Classement constructeurs | Classement constructeurs | Classement constructeurs | Classement constructeurs | Classement constructeurs | Classement constructeurs | Classement constructeurs | Classement constructeurs | Classement constructeurs | Classement constructeurs | Classement constructeurs | Classement constructeurs |
| Rang                     | Constructeur             | MON                      | SWE                      | KEN                      | POR                      | ESP                      | FRA                      | ARG                      | GRE                      | NZL                      | FIN                      | INA                      | ITA                      | AUS                      | GBR                      | Total                    |
| ------------------------ | ------------------------ | ------------------------ | ------------------------ | ------------------------ | ------------------------ | ------------------------ | ------------------------ | ------------------------ | ------------------------ | ------------------------ | ------------------------ | ------------------------ | ------------------------ | ------------------------ | ------------------------ | ------------------------ |
| 1                        | Subaru                   | 10                       | 13                       | 10                       | -                        | 9                        | 12                       | 10                       | -                        | 10                       | -                        | 4                        | 16                       | 12                       | 10                       | 114                      |
| 2                        | Ford                     | 9                        | 7                        | 3                        | 4                        | -                        | 6                        | -                        | 16                       | 10                       | 6                        | 16                       | 4                        | -                        | 10                       | 91                       |
| 3                        | Mitsubishi               | 6                        | 4                        | 6                        | 10                       | 10                       | -                        | 7                        | 7                        | 3                        | 10                       | 3                        | 4                        | 9                        | 4                        | 86                       |

### Classement pilotes
| Classement pilotes | Classement pilotes   | Classement pilotes | Classement pilotes | Classement pilotes | Classement pilotes | Classement pilotes | Classement pilotes | Classement pilotes | Classement pilotes | Classement pilotes | Classement pilotes | Classement pilotes | Classement pilotes | Classement pilotes | Classement pilotes | Classement pilotes |
| Rang               | Pilotes              | MON                | SWE                | KEN                | POR                | ESP                | FRA                | ARG                | GRE                | NZL                | FIN                | INA                | ITA                | AUS                | GBR                | Total              |
| ------------------ | -------------------- | ------------------ | ------------------ | ------------------ | ------------------ | ------------------ | ------------------ | ------------------ | ------------------ | ------------------ | ------------------ | ------------------ | ------------------ | ------------------ | ------------------ | ------------------ |
| 1                  | Tommi Mäkinen        | 4                  | 4                  | -                  | 10                 | 10                 | -                  | 10                 | 4                  | -                  | 10                 | -                  | 4                  | 6                  | 1                  | 63                 |
| 2                  | Colin McRae          | -                  | 3                  | 10                 | -                  | 3                  | 10                 | 6                  | -                  | -                  | -                  | -                  | 10                 | 10                 | 10                 | 62                 |
| 3                  | Carlos Sainz         | 6                  | 6                  | -                  | -                  | -                  | 6                  | -                  | 10                 | 6                  | -                  | 10                 | 3                  | -                  | 4                  | 51                 |
| 4                  | Juha Kankkunen       | -                  | -                  | -                  | -                  | -                  | -                  | -                  | 6                  | 4                  | 6                  | 6                  | 1                  | -                  | 6                  | 29                 |
| 5                  | Kenneth Eriksson     | -                  | 10                 | -                  | -                  | -                  | -                  | 4                  | -                  | 10                 | -                  | 4                  | -                  | -                  | -                  | 28                 |
| 6                  | Piero Liatti         | 10                 | -                  | -                  | -                  | 6                  | 2                  | -                  | -                  | -                  | -                  | -                  | 6                  | -                  | -                  | 24                 |
| 7                  | Richard Burns        | -                  | -                  | 6                  | -                  | -                  | -                  | -                  | 3                  | 3                  | -                  | 3                  | -                  | 3                  | 3                  | 21                 |
| 8                  | Armin Schwarz        | 3                  | 1                  | 3                  | 4                  | -                  | -                  | -                  | -                  | -                  | -                  | -                  | -                  | -                  | -                  | 11                 |
| 9                  | Freddy Loix          | -                  | -                  | -                  | 6                  | -                  | -                  | -                  | -                  | -                  | -                  | -                  | 2                  | -                  | -                  | 8                  |
| 10                 | Gilles Panizzi       | -                  | -                  | -                  | -                  | 4                  | 4                  | -                  | -                  | -                  | -                  | -                  | -                  | -                  | -                  | 8                  |
| 11                 | Didier Auriol        | -                  | -                  | -                  | -                  | -                  | -                  | 2                  | -                  | -                  | -                  | -                  | -                  | 4                  | -                  | 6                  |
| 12                 | Marcus Grönholm      | -                  | -                  | -                  | -                  | -                  | -                  | 3                  | -                  | -                  | -                  | -                  | -                  | -                  | 2                  | 5                  |
| 13                 | Ian Duncan           | -                  | -                  | 4                  | -                  | -                  | -                  | -                  | -                  | -                  | -                  | -                  | -                  | -                  | -                  | 4                  |
| 13                 | Jarmo Kytölehto      | -                  | -                  | -                  | -                  | -                  | -                  | -                  | -                  | -                  | 4                  | -                  | -                  | -                  | -                  | 4                  |
| 15                 | Thomas Rådström      | -                  | 2                  | -                  | -                  | -                  | -                  | -                  | 2                  | -                  | -                  | -                  | -                  | -                  | -                  | 4                  |
| 15                 | Possum Bourne        | -                  | -                  | -                  | -                  | -                  | -                  | -                  | -                  | 2                  | -                  | -                  | -                  | 2                  | -                  | 4                  |
| 17                 | Grégoire De Mévius   | -                  | -                  | -                  | 3                  | -                  | -                  | -                  | -                  | -                  | -                  | -                  | -                  | -                  | -                  | 3                  |
| 17                 | François Delecour    | -                  | -                  | -                  | -                  | -                  | 3                  | -                  | -                  | -                  | -                  | -                  | -                  | -                  | -                  | 3                  |
| 17                 | Sebastian Lindholm   | -                  | -                  | -                  | -                  | -                  | -                  | -                  | -                  | -                  | 3                  | -                  | -                  | -                  | -                  | 3                  |
| 20                 | Uwe Nittel           | 2                  | -                  | -                  | -                  | -                  | -                  | -                  | 1                  | -                  | -                  | -                  | -                  | -                  | -                  | 3                  |
| 21                 | Jonathan Toroitich   | -                  | -                  | 2                  | -                  | -                  | -                  | -                  | -                  | -                  | -                  | -                  | -                  | -                  | -                  | 2                  |
| 21                 | Jean-Pierre Richelmi | -                  | -                  | -                  | 2                  | -                  | -                  | -                  | -                  | -                  | -                  | -                  | -                  | -                  | -                  | 2                  |
| 21                 | Angelo Medeghini     | -                  | -                  | -                  | -                  | 2                  | -                  | -                  | -                  | -                  | -                  | -                  | -                  | -                  | -                  | 2                  |
| 21                 | Tomas Jansson        | -                  | -                  | -                  | -                  | -                  | -                  | -                  | -                  | -                  | 2                  | -                  | -                  | -                  | -                  | 2                  |
| 21                 | Yoshio Fujimoto      | -                  | -                  | -                  | -                  | -                  | -                  | -                  | -                  | -                  | -                  | 2                  | -                  | -                  | -                  | 2                  |
| 26                 | Henrik Lundgaard     | 1                  | -                  | -                  | -                  | -                  | -                  | -                  | -                  | -                  | -                  | -                  | -                  | -                  | -                  | 1                  |
| 26                 | Frédéric Dor         | -                  | -                  | 1                  | -                  | -                  | -                  | -                  | -                  | -                  | -                  | -                  | -                  | -                  | -                  | 1                  |
| 26                 | Masao Kamioka        | -                  | -                  | -                  | 1                  | -                  | -                  | -                  | -                  | -                  | -                  | -                  | -                  | -                  | -                  | 1                  |
| 26                 | Rui Madeira          | -                  | -                  | -                  | -                  | 1                  | -                  | -                  | -                  | -                  | -                  | -                  | -                  | -                  | -                  | 1                  |
| 26                 | Philippe Bugalski    | -                  | -                  | -                  | -                  | -                  | 1                  | -                  | -                  | -                  | -                  | -                  | -                  | -                  | -                  | 1                  |
| 26                 | Gustavo Trelles      | -                  | -                  | -                  | -                  | -                  | -                  | 1                  | -                  | -                  | -                  | -                  | -                  | -                  | -                  | 1                  |
| 26                 | Neal Bates           | -                  | -                  | -                  | -                  | -                  | -                  | -                  | -                  | 1                  | -                  | -                  | -                  | -                  | -                  | 1                  |
| 26                 | Pasi Hagström        | -                  | -                  | -                  | -                  | -                  | -                  | -                  | -                  | -                  | 1                  | -                  | -                  | -                  | -                  | 1                  |
| 26                 | Karamjit Singh       | -                  | -                  | -                  | -                  | -                  | -                  | -                  | -                  | -                  | -                  | 1                  | -                  | -                  | -                  | 1                  |
| 26                 | Ed Ordynski          | -                  | -                  | -                  | -                  | -                  | -                  | -                  | -                  | -                  | -                  | -                  | -                  | 1                  | -                  | 1                  |